# Billbergia vittata
Espèce
Classification phylogénétique
Billbergia vittata est une espèce de plantes de la famille des Bromeliaceae, endémique du Brésil.

## Synonymes
- Billbergia amabilis Beer[1] ;
- Billbergia excellens Miq.[1] ;
- Billbergia leopoldii K.Koch[1] ;
- Billbergia moreliana Brongn.[1] ;
- Billbergia rohaniana de Vriese[1] ;
- Billbergia zonata Linden[1] ;
- Bromelia rohaniana Walp.[1] ;
- Tillandsia moreliana (Brongn.) Henfr.[1].

### Synonymes intraspécifique
- Billbergia vittata var. amabilis E.Morren[1].

## Distribution
L'espèce est endémique de l'est du Brésil.

## Description
L'espèce est épiphyte.

## Image

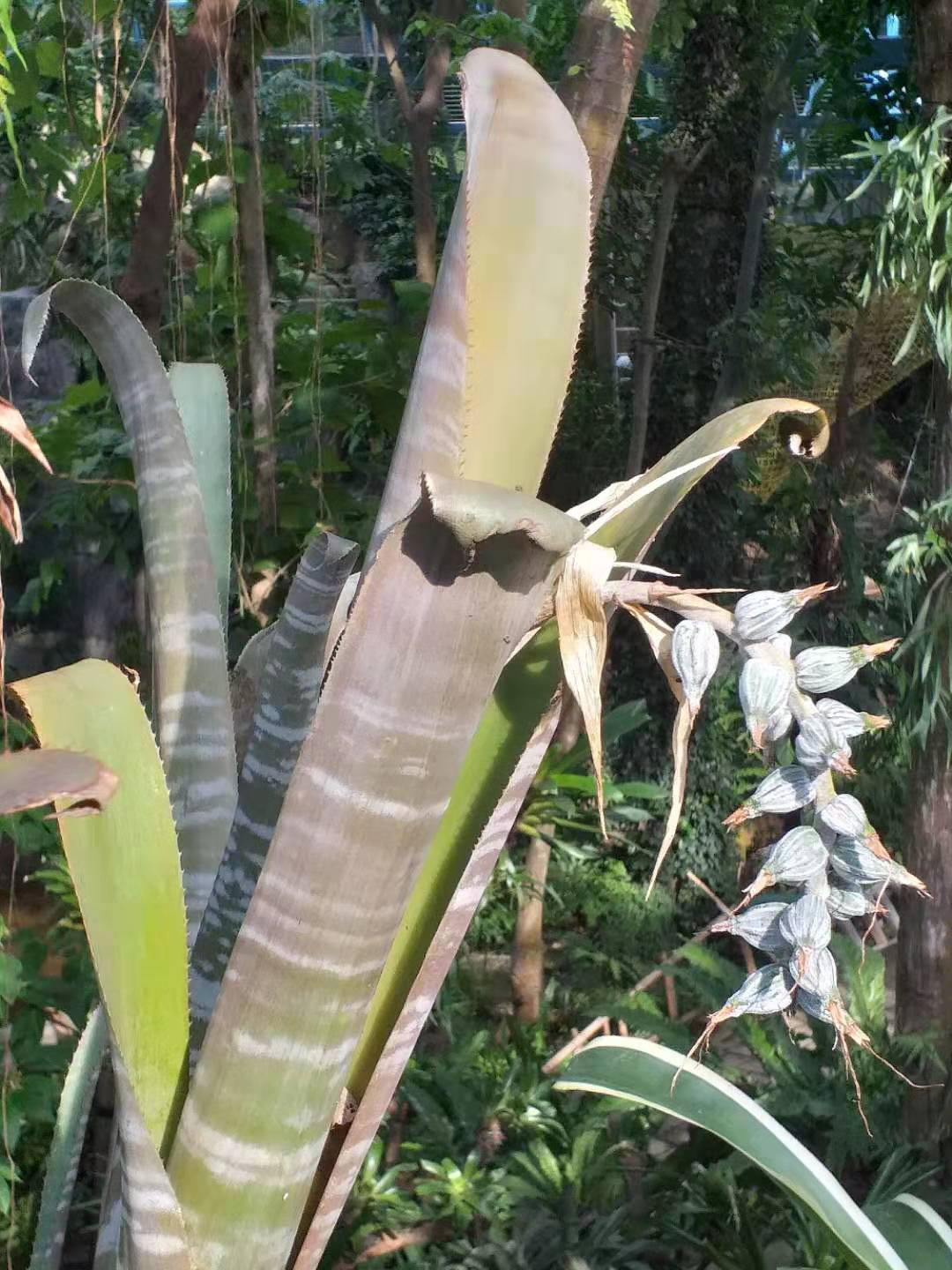
Feuille et fruit
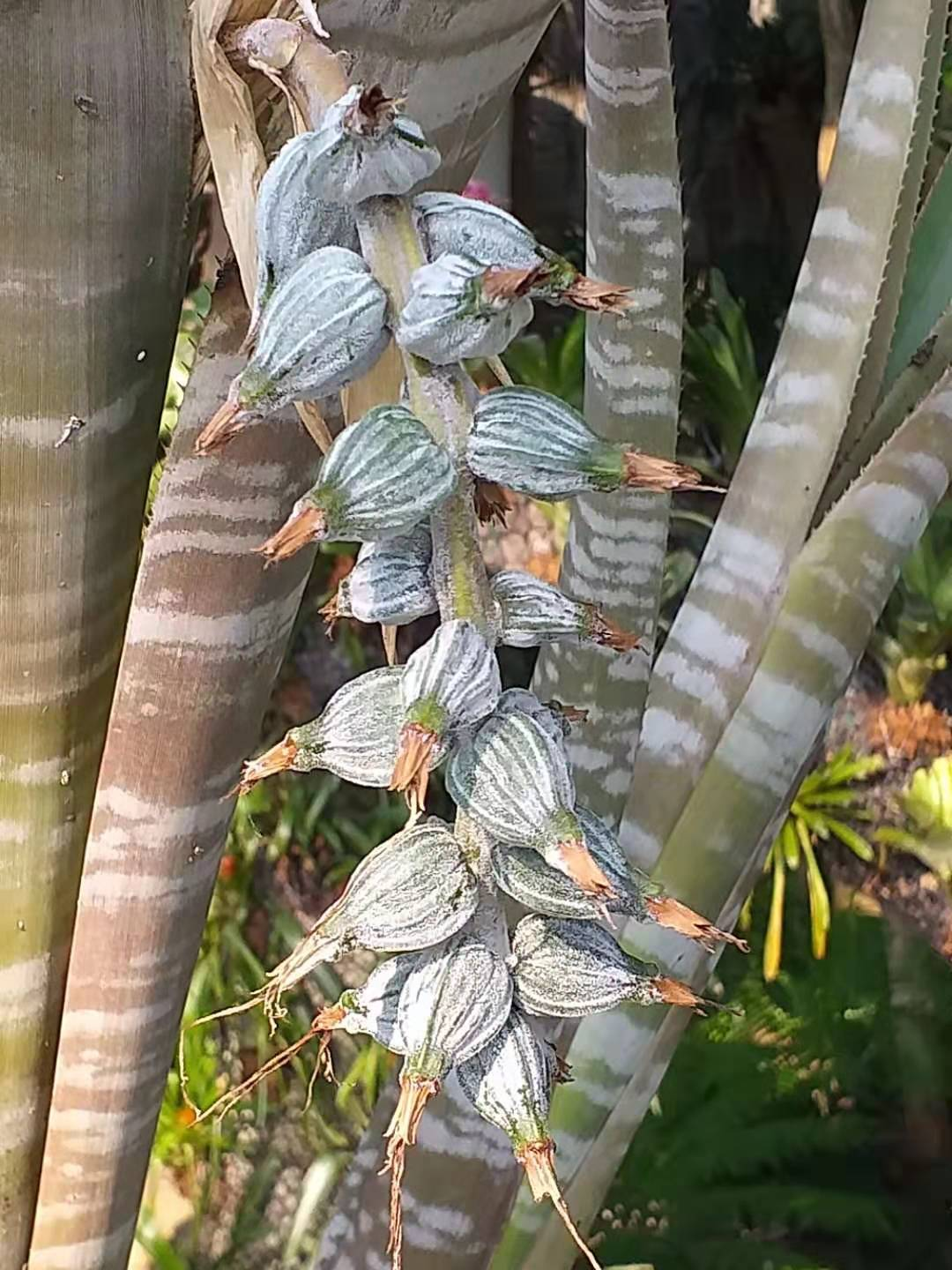
Fruit
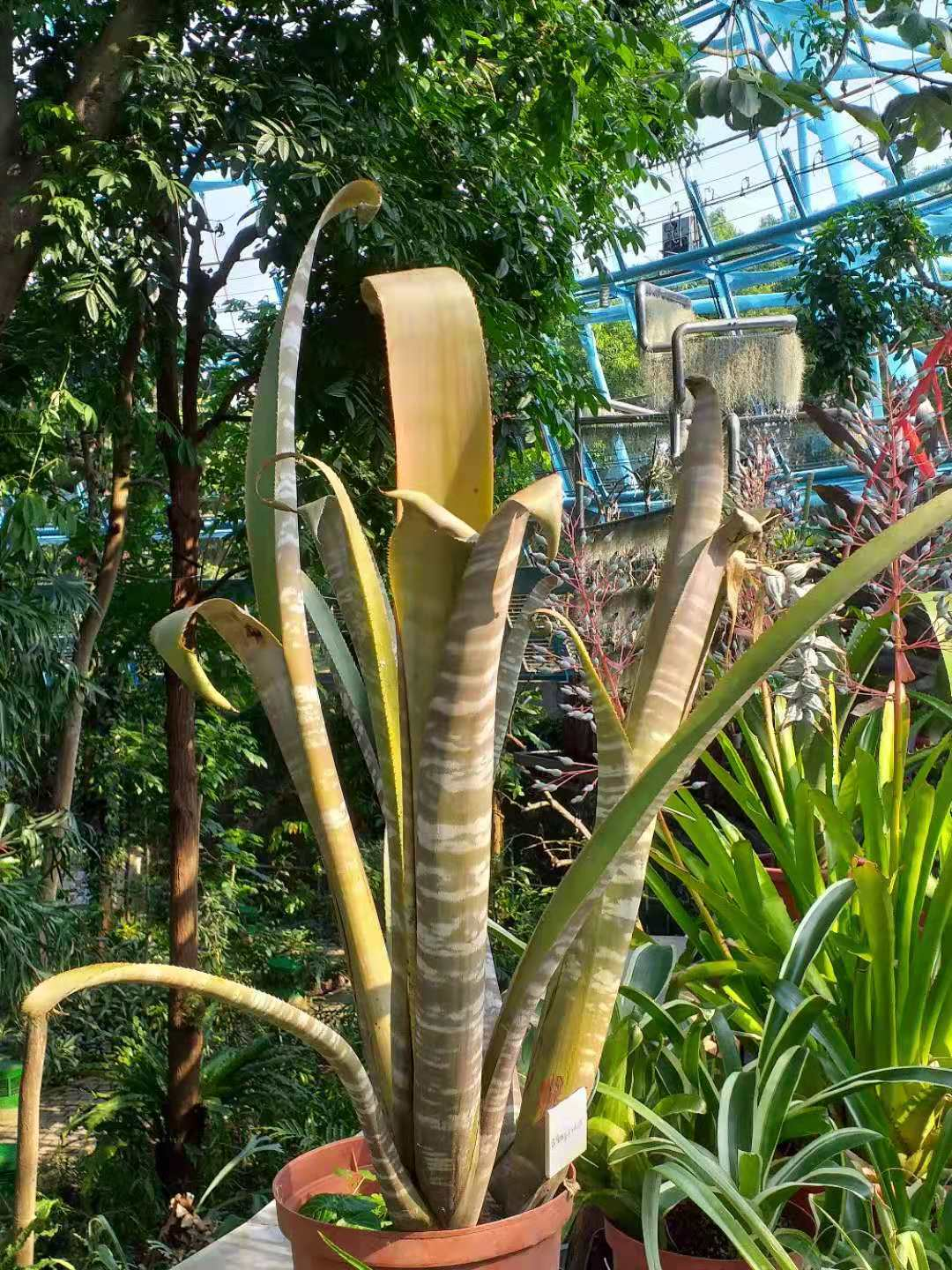
Plante